# Ventosa de la Cuesta
Ventosa de la Cuesta – gmina w Hiszpanii, w prowincji Valladolid, w Kastylii i León, o powierzchni 16,21 km². W 2011 roku gmina liczyła 126 mieszkańców.